# خضر (اسم)
خضر هو اسم علم مذكر من أصل عربي، ومعناه هو على اسم خضر عليه السلام رفيق النبي موسى، والخضر الزرع الأخضر، أيضًا دلالة على الخصب والنماء.

## شخصيات تحمل الاسم
- خضر التوني (ربّاع مصري، 15 مارس 1915 – 25 سبتمبر 1956)
- خضر الحبلرودي
- خضر بشير (مغني سوداني، 1914 – 2002)
- خضر بيضون
- خضر خان (1414 – 20 مايو 1421)
- خضر سلامة (لاعب كرة قدم لبناني، 1984 – )
- خضر عبد العزيز الدوري (1944 – )
- خضر عدنان (أسير فلسطيني، 24 مارس 1978 – )
- خضر علامة (مدير مواهب لبناني، 3 ديسمبر 1963 – )
- خضر يوسف (لاعب كرة قدم فلسطيني، 10 يونيو 1984 – )

## وصلات خارجية
- موسوعة السلطان قابوس لأسماء العرب